# Sant Gabriel (Alacant)
Sant Gabriel és un barri de la ciutat d'Alacant. Segons el cens de 2011, té 4.658 habitants (2.285 homes i 2.373 dones). Delimita entre els barris del Polígon del Baver al nord i la zona d'El Palmeral-Urbanova-Tabarca al sud. El seu codi postal és el 03008.

## Riuades
El barri de Sant Gabriel va ser constituït l'any 1906 i està situat al sud de la coneguda rambla de les Ovelles (popularment coneguda com a barranc de les Ovelles), que ho separa de la resta de la ciutat. L'any 1982 va ser pràcticament arrasat pel desbordament d'aquest canal, les aigües del qual van aconseguir els 400 m³/s provocant innombrables destrosses i pèrdues humanes. En les inundacions d'Alacant de l'any 1997, encara que amb menor impacte que en el 82, ja que el canal solament va aconseguir els 100 m³/s, també va haver-hi diverses destrosses que van deixar assolats els barris de Benalua, el Polígon del Baver, Sant Gabriel i uns altres més. Aquestes riuades van afectar tota la ciutat, però el barri de Sant Gabriel sempre s'ha emportat la pitjor part.

## Festes Tradicionals de Sant Gabriel
Festes declarades Tradicionals i populars de la ciutat d'Alacant l'any 2007. Fundades en 1925 en un primer moment per a celebrar l'arribada de la línia de llum elèctrica al barri i després en honor de l'arcàngel sant Gabriel, patró del barri. En els seus orígens es va celebrar en el mes de setembre, traslladant-se posteriorment a l'última setmana completa del mes de juliol, com és en l'actualitat.
Són festes de caràcter popular, on preval el toc tradicional que caracteritza al barri, allunyat del neó de la ciutat i de la gentada massiva d'altres festes de la ciutat.